# 材料性质列表
材料性质是一般指材料的各种强度性质。这些性质中很多是定量的。材料的某些定量性质通常作为材料选择的思考依据。
材料性质可以是常数，也可以是一个或多个 獨立变量的函数。材料在不同测量方向上的性质常常有所变化，以上性质被称作各向异性。在给定范围内，同物理环境相关的材料性质通常呈现（或近似呈现）线性关系。
材料的某些性质可以通过相关方程预测系统的某些属性。例如，对于某已知热容量的材料，若其吸收或释放的热量已知，可以确定该材料温度的变化。材料性质通常经由标准化测试方法完成测量，就是這樣。

## 声学性质
- 吸声性（英语：Absorption (acoustics)）
- 声速
- 反射 (物理学)

## 原子性质
- 原子量
- 原子序数

## 化学性质
- 抗蚀性
- 吸湿性
- pH值
- 反应性（英语：Reactivity (chemistry)）
- 比表面积
- 表面能
- 表面张力

## 电学性质
- 介电常数
- 介电强度（英语：Dielectric strength）
- 電導率
- 电容率
- 压电常数
- 赛贝克系数（英语：Seebeck coefficient）
- 電容
- 电阻

## 环境性质
- 隐含能源（英语：Embodied energy）
- 隐含水（英语：Embodied water）

## 磁学性质
- 居里点
- 抗磁性
- 遲滯現象
- 磁导率
- 磁致伸缩

## 加工性质
- 铸造性（英语：Castability）
- 机械加工性（英语：Machinability rating）
- 加工速度和进给量（英语：speeds and feeds）

## 力学性质
- 脆性: 金属受应力时在未见明显变形的情况下突然断裂的性质。同塑形相对。
- 体积模量:应力与体积应变的比值。
- 摩擦系数
- 恢复系数
- 抗壓強度: 材料压缩失效前所能承受的最大应力。
- 蠕变:随时间发展而逐步且缓慢发展的变形。
- 延展性:材料拉伸时因受力而产生破裂之前，其塑性变形的能力。
- 耐久性（英语：Durability）: 材料抵抗剪切、损伤与压力的能力。
- 弹性:材料受到外力时变形，并且当该外力解除时恢复其初始形状的能力。
- 疲勞極限:周期应变下材料所能承载的最大应力。
- 剛度:材料受力与变形量的比值，表材料抵抗变形的能力。
- 弯曲模量
- 抗拉强度
- 断裂韧性:含有裂痕的材料抵抗断裂的能力。
- 硬度: 材料抵抗永久变形的能力。
- 塑性變形:材料在断裂前发生的不可逆变形。
- 泊松比:径向应变与轴向应变的比值。
- 彈性能:材料发生弹性变形时锁吸收的能量
- 剪切模量: 剪应力与剪应变的比
- 剪切强度: 材料所能承受的最大剪应力
- 比模量: 单位密度的弹性模量
- 比强度:材料强度与密度的比值。
- 密度: 单位体积的质量。
- 刚度: 材料或结构抵抗变形的能力。
- 表面粗糙度（英语：Surface roughness）
- 强度: 材料拉伸至失效前可抵抗的最大应力。
- 韌性: 材料断裂前吸收能量的能力。
- 黏度: 流体承受剪应力时，剪应力与剪应变梯度（剪应变随位置的变化率）的比值。
- 屈服强度: 材料开始屈服的应力。
- 杨氏模量: 正应变与正应力的比值。

## 光学性质
- 吸光度
- 双折射
- 颜色
- 光度
- 感光性
- 反射率
- 折射率
- 散射
- 透射率（英语：Transmittance）

## 放射性质
- 中子截面
- 比活性（英语：Specific activity）

## 热学性质
- 沸点
- 热膨胀系数
- 临界点
- 居里点
- 发射率
- 共晶点
- 可燃性
- 闪点
- 玻璃转化温度
- 汽化热
- 反转温度
- 熔点
- 相图
- 自燃
- 熱容量
- 熱導率
- 热扩散率
- 热胀冷缩
- 三相点
- 蒸氣壓